# Friedrich Schuster (Politiker)
Friedrich Ignatz Konrad Ludwig Schuster (* 23. Dezember 1863 in Wien; † 31. August 1932 in Graz) war ein österreichischer Manager und Politiker.

## Leben
Friedrich Schuster wurde in der Elisabethstraße 3 in der Inneren Stadt geboren. Sein Vater, Anton Schuster stammte aus Böhmen und war vom Beruf her Tapezierer und Dekorateur. Seine Mutter war Maria geb. Schmidt aus Vösendorf. Die Eltern heirateten am 11. Februar 1863 in Mödling. Er begann nach dem Besuch der Realschule im Jahr 1882 das Studium der Chemie an der Universität Wien. Obwohl sein Studium nachweislich bis 1887 andauerte, ist in den Unterlagen nicht ersichtlich, ob Schuster tatsächlich den Doktor der Chemie erhielt, mit dem er in weiterer Folge in Erscheinung trat.
1887 zog Schuster nach Mähren, wo er in Vítkovice bei den dort ansässigen Witkowitzer Eisenwerken Arbeit als Chemielaborant fand. Später wurde er zum Hochofeningenieur befördert, ehe er im Jahr 1893 als Direktionsmitglied in die Führungsetage berufen wurde. Nun leitete er nicht nur die beiden Hochofenanlagen des Unternehmens, sondern zeichnete auch für das Management des Erzbergbaus, die Erzgießerei und die Schamottefabrik verantwortlich. In der Zeit von 1901 bis 1915 leitete er als Generaldirektor jenes Team, welches das Unternehmen neu reorganisieren half, es auf wirtschaftlich solidere Beine stellte, und es somit zu einer der modernsten Stahl- und Walzwerkanlagen Europas machte. Parallel dazu wurde er ab 1904 zum Präsidenten des kurz zuvor gegründeten nordmährisch-schlesischen Industriellen-Verbandes gewählt und saß in zahlreichen Vorständen, darunter im Vorstand der Eisenhütte Oberschlesien oder der Vereinigung deutscher Eisenhüttenleute mit Sitz in Düsseldorf. Während des Ersten Weltkriegs saß Schuster im Hauptausschuss
für Kriegs- und Übergangswirtschaft.
Nach dem Krieg zog er sich auf sein Gut in Thal zurück, doch bereits 1920 folgte seine Wahl in die Kammer für Handel, Gewerbe und Industrie in Graz, in der er in zahlreichen Ausschüssen, darunter dem Volkswirtschaftlichen und dem Justizausschuss Mitglied war. Im Dezember 1926 wurde er zum Vizepräsidenten der Handelskammer gewählt.
Schuster gehörte auch nach dem Krieg einer Reihe von Gremien, Aufsichtsräten und Vorständen an, darunter der Graz-Köflacher Eisenbahn- und Bergbaugesellschaft, der Österreichischen Brown-Boverie-Werke und der Austro-Saar Montan AG. Später wurde er auch zum Präsidenten der Dampfkesseluntersuchungs- und Versicherungsgesellschaft gewählt.
Im Juni 1930 wurde Friedrich Schuster unter Bundeskanzler Johann Schober als Bundesminister für Handel und Verkehr angelobt. Politisch gehörte Schuster zwar keiner Partei an, stand jedoch ideologisch der Heimwehr nahe. Da Bundeskanzler Schober jedoch überwiegend die wirtschaftlichen Interessen Österreichs vertrat, wurde Schuster zusehends in den Hintergrund des Geschehens gedrängt. Als er im September 1930 als Vermittler zwischen Kanzler Schober und Vizekanzler Carl Vaugoin bei der Frage der Besetzung des Generaldirektorpostens der Österreichischen Bundesbahnen durch Franz G. Strafella gescheitert war, zog Schuster die Konsequenzen und trat nach nur drei Monaten Amtszeit als Wirtschaftsminister von seinem Amt zurück. Einen Tag nach ihm trat auch die übrige Regierung geschlossen zurück.
Er zog nach Graz, wo er zwei Jahre später, im Alter von 68 Jahren, starb.